# Krokträsket, Nagu
Krokträsket är en sjö i kommunen Pargas i landskapet Egentliga Finland i Finland. Arean är 33 hektar och strandlinjen är 4,94 kilometer lång. Sjön  ingår i Södra Skärgårdshavets avrinningsområde.   Den ligger på ön Storlandet i Nagu omkring 45 kilometer sydväst om Åbo och omkring 180 kilometer väster om Helsingfors. 
Norr om Krokträsket ligger sjön Käringviken och söder om Krokträsket ligger Måsfjärden och Lånholm. 